# Roboțelul de aur
Roboțelul de aur este un film românesc din 2015 regizat de Mihai Dragolea și Radu Mocanu. Rolurile principale au fost interpretate de Steluța Duță și Constantin Voicilaș. 

## Prezentare
Filmul prezintă povestea pugilistei Steluța Duță, multiplă campioană la box, o tânără ambițioasă, dar extrem de încercată de viață. Steluța Duță a crescut în casa de copii, a suferit de frig și de foame, a îndurat bătăi crâncene, a trăit pe stradă și s-a salvat prin sport. S-a apucat de box, a făcut eforturi supraomenești și a transformat traumele copilăriei într-o forță care a motivat-o și a condus-o către performanță.
Filmul a câștigat trofeul Real Buzz pentru cel mai bun documentar, la prima ediție a Festivalului Internațional de Film de la Buzău BUZZ CEE. Realizat de tinerii regizori Mihai Dragolea și Radu Mocanu, într-o manieră nepretențioasă, spune o poveste care, dintr-una locală, a devenit una globală. 
Juriul secțiunii de documentar a fost format din Alex Shiriaieff, Claudiu Mitcu, George Kalomenopoulos și Aurelian Nica. Filmul a fost regizat după cartea cu același titlu, scrisă de antrenorul Constantin Voicilaș, în anul 2012. 

## Distribuție
- Constantin Vocilaș
- Steluța Duță

## Premii
- Trofeul Real BUZZ pentru Cel Mai Bun Documentar, Festivalului Internațional de Film BUZZ CEE – România, 2016
- Trofeul Docuart, București Docuart Fest – România, 2015[5]
- Nominalizare pentru Premiul Tănără Speranță, Premiile Gopo – România, 2016